# فرار (مجموعه داستان)
فرار یا گریزپا (به انگلیسی: Runaway) نام مجموعه داستانی از آلیس مونرو نویسنده کانادایی است که سال ۲۰۰۴ منتشر شد و در همان سال برنده جایزه گیلر شد. کتاب مشتمل بر ۸ داستان کوتاه است که ۳ داستان آن دارای شخصیت واحدی به نام جولیت هندرسون است. این کتاب را مژده دقیقی و شقایق قندهاری مستقلاً به فارسی ترجمه کرده‌اند.
این کتاب توسط اساتید هنر جهت درک بیشتر طرح و پلات توصیه شده‌است. لازم به ذکر است که علاقه‌مندان به فیلمنامه‌نویسی می توانند از این کتاب به خوبی بهره ببرند.

جلد ترجمه فارسی فرار